# Portishead (groupe)
Pour les articles homonymes, voir Portishead.
Portishead (se prononçant [pɔːtɪsˈhɛd]) est un groupe anglais de trip-hop, formé à Bristol en 1991.

## Histoire

### Formation
Le groupe se forme en 1991, lorsque Geoff Barrow rencontre la chanteuse Beth Gibbons. Ils forment un duo et choisissent pour nom celui de la ville côtière dans laquelle a grandi Geoff Barrow : Portishead dans le Somerset, à 20 kilomètres à l'ouest de Bristol. Ils enregistrent leurs premiers titres aidés par le guitariste Adrian Utley, venu du jazz, et d'un ingénieur du son, Dave McDonald.
L'orientation musicale de Barrow est liée à ses différentes expériences en studio. Il a notamment travaillé en tant qu'assistant au studio d'enregistrement Coach House Studios, durant l'enregistrement de l'album Blue Lines de Massive Attack. Sa technique de production, non conventionnelle à l'époque, se base sur des enregistrements bruts qu'il enrichit avec des effets et des échantillons.
Utley devient un membre à part entière, participant à l'écriture et à la production.

### Deux premiers albums
Après avoir travaillé sur un court métrage intitulé To Kill a Dead Man (l'affiche est visible au dos de Dummy), Portishead a signé un contrat et son premier album, Dummy est paru en 1994 chez Go! Discs Records.
Avec Dummy, Portishead s'impose comme un groupe fondateur et emblématique du jeune mouvement trip-hop. En dépit de la timidité du groupe à l'égard de la presse, l'album a été un succès commercial, tant en Europe qu'aux États-Unis, tout comme les singles extraits de l'album, Glory Box et Sour Times. La presse britannique élit Dummy comme album de l'année. Le trio reçoit en 1995 le très convoité Mercury Music Prize, devançant alors Oasis, Blur et PJ Harvey.
Un deuxième album, Portishead, est sorti en 1997. Le single All Mine qui en a été tiré eut moins de succès que les précédents. L'album Roseland NYC Live, principalement enregistré au Roseland Ballroom de New York avec un orchestre de 35 musiciens, est sorti en 1998 et permet de voir que le groupe prend toute sa dimension sur scène.

### Absence et publication deThird
En 1998, Gibbons décide de s'éloigner du groupe et sort l'album Out of Season en 2002, en duo avec Rustin Man, pseudonyme de Paul Webb, ancien bassiste du groupe Talk Talk.
De nombreuses rumeurs sur la sortie d'un troisième album au cours de la période 1998-2008 ont circulé, en particulier en 2003 avec un éventuel album intitulé Alien. Beth Gibbons annoncera, sur son propre site, qu'elle travaille à l'élaboration du prochain album du groupe. De nouvelles rumeurs laissèrent à penser que l'enregistrement de l'album serait terminé en 2006. Portishead s'est produit en concert lors du festival All Tomorrow's Parties - A Nightmare Before Christmas à Minehead (Royaume-Uni) du 7 au 9 décembre 2007 et dont ils étaient les mécènes.
Finalement début 2008 est faite l'annonce officielle de la sortie de l'album Third pour le 28 avril 2008 après plus de dix ans d'absence du groupe. L'album, qui s'éloigne musicalement des précédents opus de Portishead, est considéré par la critique comme un album de la « transformation » du groupe, « un nouveau départ » dans lequel le groupe décide d'expérimenter de nouvelles sonorités et recherches musicales.
Le 9 décembre 2009, le groupe dévoile le titre intitulé Chase the Tear disponible en téléchargement légal, les bénéfices étant reversés à Amnesty International.
Durant l'été 2011, Portishead se produit dans de nombreux festivals en Europe, puis entreprend en octobre une tournée dans plusieurs villes d'Amérique du Nord, qui s'achève par une escapade en Australie et en Nouvelle-Zélande.
En 2013, le groupe se produit au festival de Glastonbury et entame une tournée européenne. Durant l'été 2014, ils donnent plusieurs concerts en Europe.

### Un hypothétique quatrième album
En 2014, les membres du groupe se montrent enthousiastes à l'idée d'enregistrer rapidement un nouvel album.
En 2015, le groupe est présent sur la bande originale du film High-Rise de Ben Wheatley avec une reprise de SOS du groupe ABBA.
En 2022, dans le contexte de l'invasion de l'Ukraine par la Russie, le groupe annonce rejouer pour la première fois depuis 7 ans à l'occasion d'un concert caritatif en soutien à l'Ukraine prévu pour le 2 mai 2022.

## Style
Le style du groupe est caractérisé par des rythmes hip-hop ponctués de scratch, la voix tourmentée de Beth Gibbons qui évoque Billie Holiday,,, et une ambiance cinématographique,,,,. Le groupe incorpore dans sa musique des samples, des ensembles de cordes, et des guitares saturées.

## Membres
Les membres principaux du groupe sont :
- Geoff Barrow : claviers, samples, batterie, guitare
- Beth Gibbons : chant, guitare, claviers
- Adrian Utley : guitare, basse, claviers

Musiciens additionnels :
- Clive Deamer : batterie
- John Baggott : claviers (sur scène uniquement)

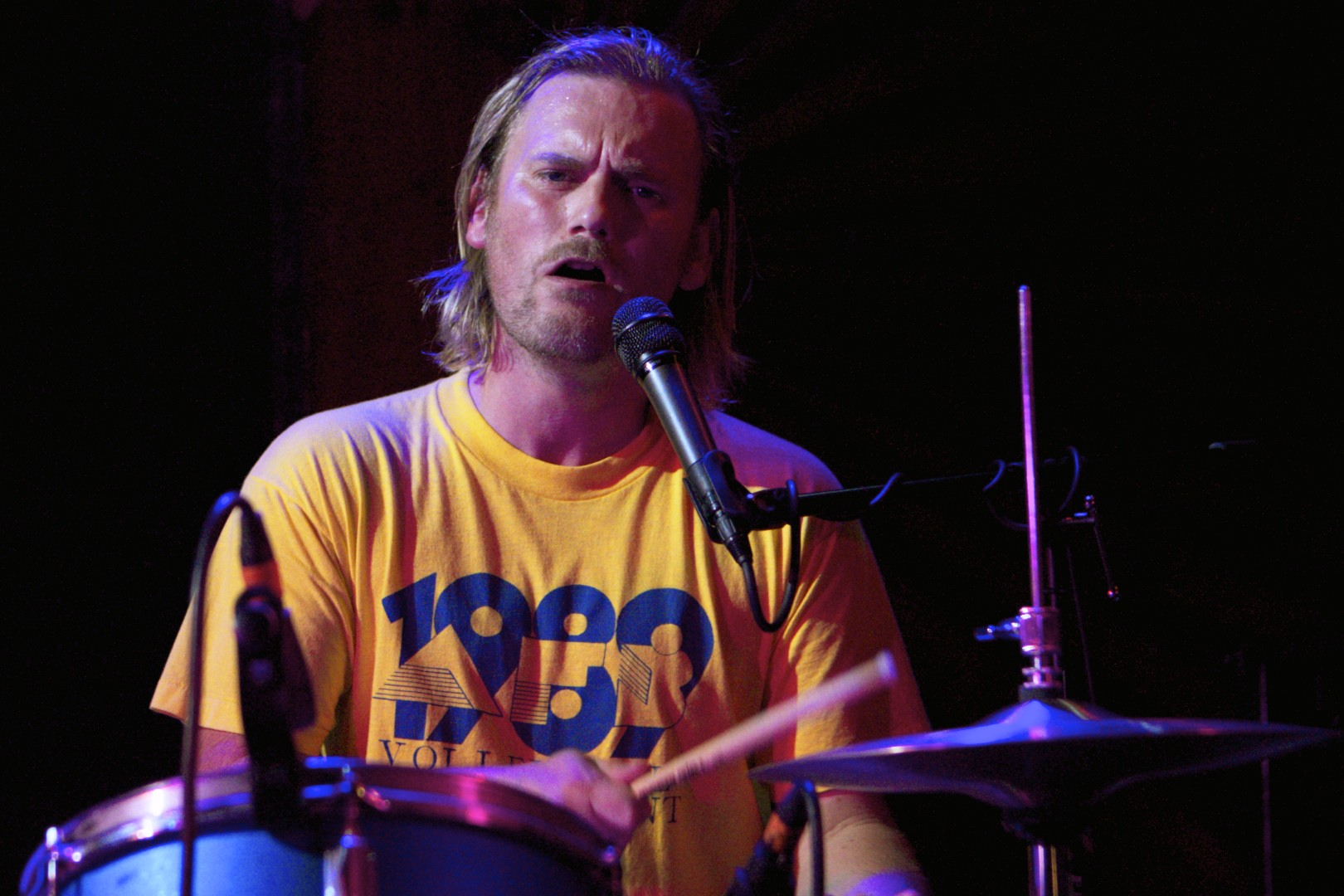
Geoff Barrow
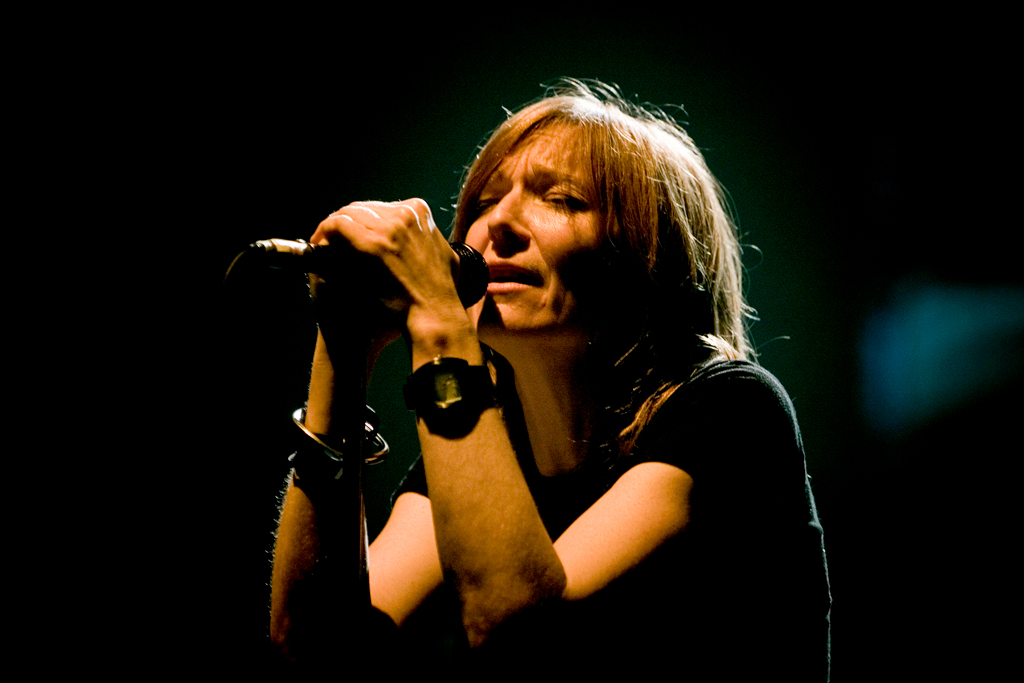
Beth Gibbons
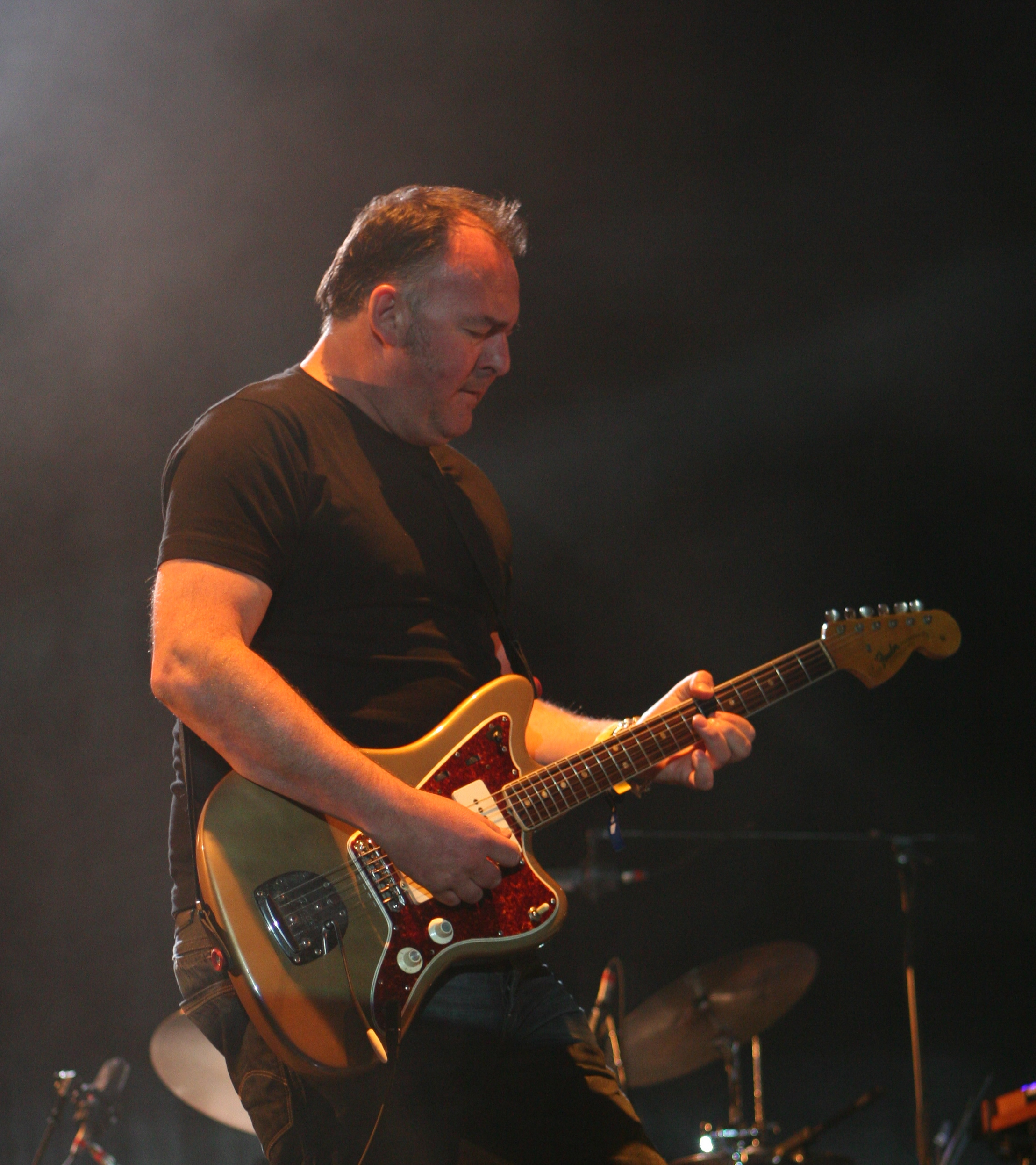
Adrian Utley

## Discographie

### Albums
- 1994 : Dummy
- 1997 : Portishead
- 2008 : Third

#### Album live
- 1998 : Roseland NYC Live (concert enregistré au Roseland Ballroom à New York)

### Singles
- 1994 : Numb
- 1994 : Sour Times
- 1995 : Glory Box
- 1997 : Cowboys
- 1997 : All Mine
- 1997 : Over
- 1998 : Only You
- 2008 : Machine Gun
- 2008 : The Rip
- 2008 : Magic Doors

### Participations
- 2000 : Motherless Child, sur l'album Tom Jones Reload
- 2006 : Requiem for Anna, sur l'album Monsieur Gainsbourg revisited (réinterprétation de Un jour comme un autre de Serge Gainsbourg)

### Vidéos
- 1998 : Roseland NYC Live (vidéo PAL)
- 2002 : Roseland NYC Live (DVD), inclus également tous les clips vidéos et deux courts métrages.